# Aconitum lasiostomum
Aconitum lasiostomum é uma espécie de planta com flor do género Aconitum. É nativa na Europa Oriental.